# ニューカッスル・ユナイテッドFC
ニューカッスル・ユナイテッド・フットボール・クラブ（Newcastle United Football Club、イギリス英語発音: [ˈnjuːˌkɑːsl juːˈnaitid ˈfutˌbɔːl klʌb]）は、イングランド北東部タイン・アンド・ウィア州ニューカッスル・アポン・タインをホームタウンとする、プレミアリーグに加盟するプロサッカークラブ。
愛称はマグパイズ（Magpies、カササギの意）。同じタイン・アンド・ウィア州に本拠地を置くサンダーランドAFCとは熾烈なライバル関係にある。

## 概要
サポーターは “Toon army”（toonはtownの意）と呼ばれ、伝統的に攻撃的なフットボールを愛することで知られる。呼称はニューカッスルに住む人々の間で話される方言（ジョーディー弁）が town を ”トゥーン” と発音することに由来する。クラブのレジェンドであるアラン・シアラーは、プレミアリーグの歴代最多得点記録を有している。彼も根っからのジョーディーである。
ライバルはサンダーランドとミドルズブラ。特に同じタイン・アンド・ウィアに本拠を置くサンダーランドとのダービーマッチは、「タイン・ウェア・ダービー」として知られる。ホームスタジアムのセント・ジェームズ・パーク（収容人数52,405人）は街の中心部、ニューカッスル大学に隣接した小高い丘の上にあり、街のどこからでも見ることができる。

## 歴史

### 初期
この地域にはニューカッスル・イーストエンドFCとニューカッスル・ウェストエンドFCという2つのチームがあり、1881年にウェストエンドが財政難に陥るとイーストエンドが買収し、1893年にニューカッスル・ユナイテッドが誕生した。現在のホームスタジアムセント・ジェームズ・パークは、吸収されたニューカッスル・ウェストエンドのかつてのホームグラウンドである。

### 1980年代 - 2010年代
1988-89シーズンにディビジョン2（当時の2部）に降格し、1992年のプレミアリーグ創設メンバー入りを逃す。1992-93シーズンのディビジョン1（2部）で優勝を果たし、1年遅れでプレミアリーグに参戦。ケヴィン・キーガン監督のもとで1995-96、1996-97シーズンと2シーズン続けて2位に入るなど、1997年まで好成績を残したが、1997-98シーズンから4シーズン連続して二桁順位が続き、ほぼ1シーズンごとに監督が交代する悪循環に陥る。
2000年代前半は中位の上が定位置となり、2003-04シーズンは5位で、2005-06シーズンは序盤低迷するも、グレアム・スーネス監督更迭後に連勝街道を驀進し7位でシーズンを終えた。FAカップではベスト4の常連であった。2006年のアラン・シアラー引退後、マイケル・オーウェンを中心として攻撃陣を構築を試みたものの、2006-07シーズン以降は積極的な補強の甲斐なく残留争いに終始する。2008-09シーズンは18位に終わり、チャンピオンシップ降格が決定した。2009-10シーズンはチャンピオンシップで優勝を果たし、1年でプレミアリーグ復帰を果たした。
2011-12シーズンは夏の移籍市場においてデンバ・バ、ヨアン・キャバイェ、ガブリエル・オベルタン、ダヴィデ・サントンらを獲得した。冬の移籍市場ではパピス・シセを獲得した。リーグ戦では好調を維持し5位でシーズンを終え、UEFAヨーロッパリーグ出場権を獲得した。2012-13シーズンの夏の移籍市場では、ロマン・アマルフィターノ、フルノン・アニータらを獲得。冬の移籍市場ではマテュー・ドゥビュシー、マプ・ヤンガ＝ムビワ、ムサ・シソコなどフランス人プレーヤーを多く獲得した。ヨーロッパリーグではベスト8まで進んだが、リーグ戦では16位に終わった。2013-14シーズンはロイク・レミーを獲得し、リーグ戦では10位に終わった。2014-15シーズンはシーム・デ・ヨング、レミ・カベッラ、エマニュエル・リヴィエールらを獲得したが、開幕から7試合勝ちがなく、パーデューは12月にクリスタル・パレスの監督に就任した。2015年1月26日、パーデューのアシスタントコーチだったジョン・カーヴァーが後任に就いたものの15位に終わった。2015年6月9日、カーヴァーを解任し、翌日にスティーブ・マクラーレンが就任した。
2015-16シーズンはジョルジニオ・ワイナルドゥム、アレクサンダル・ミトロヴィッチ、フロリアン・トヴァンを獲得するなど積極的に動いた。さらに冬にはアンドロス・タウンゼントとジョンジョ・シェルヴェイという実力者2人を獲得した。しかし、28試合で6勝しかできず、2016年3月11日にマクラーレンを解任し、スペイン人のラファエル・ベニテスが3年契約で監督に就任したが、結果としてシーズンは19位に終わり、翌シーズンのチャンピオンシップ（2部）降格が決定した。2016-17シーズンはタウンゼントやワイナルドゥムといった主力が次々と退団したが、2017年5月7日、ホームでのバーンズリー戦に3-0で勝利し、チャンピオンシップ優勝と1シーズンでのプレミアリーグ復帰を果たした。
2019年6月30日、ベニテスはクラブとの新契約を拒否し辞任した。7月17日、サンダーランドの監督だったスティーヴ・ブルースが3年契約で監督に就任した。2021年夏の移籍市場では、トップチームでは冬にレンタル加入したジョー・ウィロックの買い取りのみに終わった一方、ユース年代ではメキシコ人選手のサンティアゴ・ムニョスがレンタル加入し、前述の映画『GOAL!』が現実となった。

### サウジ資本による買収後
2021年10月7日、サウジアラビアのパブリック・インベストメント・ファンド（PIF）および英国系のPCPキャピタル・パートナーズとRBスポーツ&メディアで構成される共同事業体がセント・ジェームス・ホールディングスからクラブを買収したことが発表された。新経営陣は手始めにスティーヴ・ブルースを10月20日付けで解任し、新監督探しに着手した。様々なビッグネームが噂される中、ボーンマスを3部からプレミアに引き上げたエディ・ハウが新監督として11月10日に就任した。注目を浴びる冬の移籍市場では、アトレティコ・マドリードからキーラン・トリッピアー、残留を争うバーンリーからクリス・ウッド、リヨンから東京五輪・金メダリストのブルーノ・ギマランイス、ブライトン・アンド・ホーヴ・アルビオンFCからアカデミー出身のダン・バーン、アストン・ヴィラからマット・ターゲットら5選手を獲得し、9000万ポンド（約140億円）を費やした。買収時、降格圏に沈んでいたチームの順位は、最終的に11位まで浮上した。
2022年夏の移籍市場では、ミランとの競り合いを制してスヴェン・ボトマンを、バーンリーからイングランド代表GKのニック・ポープを、シーズン開幕後にレアル・ソシエダからアレクサンデル・イサクをクラブ史上最高額（6000万ポンド）で獲得した。2シーズンで2億ポンドの投資となった。迎えた2022-23シーズン、開幕で勝利するものの引き分けが続き、9試合で2勝という成績だったが、第12節から6連勝するなど波に乗った。さらにカラバオカップでは決勝に進出。決勝ではマンチェスター・ユナイテッドと対戦するも0-2で敗れ、準優勝となった。リーグ戦ではマンチェスター・シティとアーセナルの優勝争いには食い込めなかったものの、4位で終える躍進のシーズンとなり、21年振りのチャンピオンズリーグ出場権を手にした。
2023年夏の移籍市場でも大型補強を展開し、サンドロ・トナーリ、ハーヴィー・バーンズなど4名の選手をトップチームに獲得。一方でサン＝マクシマンがアル・アハリ・サウジFCへ移籍した。また9年間在籍したカール・ダーロウも退団した。
大型補強や開幕戦での大勝を受けシーズンへの期待が高まったが、前半戦はリーグ9位で折り返した。21年振りの出場となったチャンピオンズリーグでもパリ・サンジェルマン、ドルトムント、ミランと同居する「死の組」に入り、最終節まで進出を争うもグループ最下位で敗退した。また新加入のトナーリは違法賭博行為に関与したため、10月26日から10ヶ月間の出場停止処分を受けた。
2023年9月25日のシェフィールド・ユナイテッド戦ではアウェイで8-0の快勝を記録。この試合の中で8名の異なる選手がゴールを記録したが、これはプレミアリーグ史上初の記録となった。
2025年3月16日、カラバオカップ決勝でリヴァプールと対戦。ダン・バーンとアレクサンデル・イサクのゴールで2-1の勝利を収め、1954-55シーズンのFAカップ以来となる国内カップ戦のタイトルを獲得した。

## タイトル

### 国内タイトル
- フットボールリーグ：4回
  - 1904-05, 1906-07, 1908-09, 1926-27
- FAカップ：6回
  - 1909-10, 1923-24, 1931-32, 1950-51, 1951-52, 1954-55
- EFLカップ：1回
  - 2024-25
- FAコミュニティ・シールド：1回
  - 1909

### 国際タイトル
- インターシティーズ・フェアーズカップ：1回
  - 1968-69
- UEFAインタートトカップ：1回
  - 2006
- アングロ＝イタリアン・カップ：1回
  - 1973
- キリンカップ：1回
  - 1983
- テキサコ・カップ（英語版）：2回
  - 1974, 1975

## 過去の成績
- 1980-81シーズンまでは1勝につき勝ち点2点。1981-82シーズンから勝ち点3点で加算
- 太字の選手はそのシーズンのディビジョンの得点王を示す

| シーズン | リーグ戦           | リーグ戦 | リーグ戦 | リーグ戦 | リーグ戦 | リーグ戦 | リーグ戦 | リーグ戦 | リーグ戦 | カップ戦     | リーグ杯                                | 欧州カップ / その他                | 欧州カップ / その他     | 最多得点者                                           | 最多得点者 |
| シーズン | ディビジョン       | 試       | 勝       | 分       | 敗       | 得       | 失       | 点       | 順位     | カップ戦     | リーグ杯                                | 欧州カップ / その他                | 欧州カップ / その他     | 選手                                                 | 得点数     |
| -------- | ------------------ | -------- | -------- | -------- | -------- | -------- | -------- | -------- | -------- | ------------ | --------------------------------------- | ---------------------------------- | ----------------------- | ---------------------------------------------------- | ---------- |
| 1963-64  | ディビジョン2      | 42       | 20       | 5        | 17       | 74       | 69       | 45       | 8位      | 3回戦敗退    | 3回戦敗退                               |                                    |                         | バリー・トーマス                                     | 21         |
| 1964-65  | ディビジョン2      | 42       | 24       | 9        | 9        | 81       | 45       | 57       | 1位      | 3回戦敗退    | 2回戦敗退                               |                                    |                         | ロン・マクガリー                                     | 16         |
| 1965-66  | ディビジョン1      | 42       | 14       | 9        | 19       | 50       | 63       | 37       | 15位     | 4回戦敗退    | 2回戦敗退                               |                                    |                         | アラン・サディック                                   | 11         |
| 1966-67  | ディビジョン1      | 42       | 12       | 9        | 21       | 39       | 81       | 33       | 20位     | 4回戦敗退    | 2回戦敗退                               |                                    |                         | ポップ・ロブソン                                     | 11         |
| 1967-68  | ディビジョン1      | 42       | 13       | 15       | 14       | 54       | 67       | 41       | 10位     | 3回戦敗退    | 2回戦敗退                               |                                    |                         | ウィン・デイヴィス                                   | 12         |
| 1968-69  | ディビジョン1      | 42       | 15       | 14       | 13       | 61       | 55       | 44       | 9位      | 4回戦敗退    | 3回戦敗退                               |                                    |                         | ポップ・ロブソン                                     | 30         |
| 1969-70  | ディビジョン1      | 42       | 17       | 13       | 12       | 57       | 35       | 47       | 7位      | 3回戦敗退    | 2回戦敗退                               |                                    |                         | ポップ・ロブソン                                     | 24         |
| 1970-71  | ディビジョン1      | 42       | 14       | 13       | 15       | 44       | 46       | 41       | 12位     | 3回戦敗退    | 2回戦敗退                               |                                    |                         | ポップ・ロブソン                                     | 10         |
| 1971-72  | ディビジョン1      | 42       | 15       | 11       | 16       | 49       | 52       | 41       | 11位     | 3回戦敗退    | 3回戦敗退                               |                                    |                         | マルコム・マクドナルド                               | 30         |
| 1972-73  | ディビジョン1      | 42       | 16       | 13       | 13       | 60       | 51       | 45       | 9位      | 4回戦敗退    | 3回戦敗退                               |                                    |                         | マルコム・マクドナルド                               | 25         |
| 1973-74  | ディビジョン1      | 42       | 13       | 12       | 17       | 49       | 48       | 38       | 15位     | 準優勝       | 3回戦敗退                               |                                    |                         | マルコム・マクドナルド                               | 28         |
| 1974-75  | ディビジョン1      | 42       | 15       | 9        | 18       | 59       | 72       | 39       | 15位     | 4回戦敗退    | 準々決勝敗退                            |                                    |                         | マルコム・マクドナルド                               | 32         |
| 1975-76  | ディビジョン1      | 42       | 15       | 9        | 18       | 71       | 62       | 39       | 15位     | 準々決勝敗退 | 準優勝                                  |                                    |                         | アラン・ガウリング                                   | 30         |
| 1976-77  | ディビジョン1      | 42       | 18       | 13       | 11       | 64       | 49       | 49       | 5位      | 4回戦敗退    | 4回戦敗退                               |                                    |                         | ミッキー・バーンズ                                   | 17         |
| 1977-78  | ディビジョン1      | 42       | 6        | 10       | 26       | 42       | 78       | 22       | 21位     | 4回戦敗退    | 2回戦敗退                               | UEFAカップ                         | 2回戦敗退               | ミッキー・バーンズ                                   | 16         |
| 1978-79  | ディビジョン2      | 42       | 17       | 8        | 17       | 51       | 55       | 42       | 8位      | 4回戦敗退    | 2回戦敗退                               |                                    |                         | ピーター・ウィズ                                     | 16         |
| 1979-80  | ディビジョン2      | 42       | 15       | 14       | 13       | 53       | 49       | 44       | 9位      | 3回戦敗退    | 2回戦敗退                               |                                    |                         | アラン・ショルダー                                   | 21         |
| 1980-81  | ディビジョン2      | 42       | 14       | 14       | 14       | 30       | 45       | 42       | 11位     | 5回戦敗退    | 2回戦敗退                               |                                    |                         | ボビー・シントン                                     | 7          |
| 1981-82  | ディビジョン2      | 42       | 18       | 8        | 16       | 52       | 50       | 62       | 9位      | 4回戦敗退    | 2回戦敗退                               |                                    |                         | イムレ・ヴァラディ                                   | 20         |
| 1982-83  | ディビジョン2      | 42       | 18       | 13       | 11       | 75       | 53       | 67       | 5位      | 3回戦敗退    | 2回戦敗退                               |                                    |                         | イムレ・ヴァラディ                                   | 22         |
| 1983-84  | ディビジョン2      | 42       | 24       | 8        | 10       | 85       | 53       | 80       | 3位      | 3回戦敗退    | 2回戦敗退                               |                                    |                         | ケビン・キーガン                                     | 27         |
| 1984-85  | ディビジョン1      | 42       | 13       | 13       | 16       | 55       | 70       | 52       | 14位     | 3回戦敗退    | 3回戦敗退                               |                                    |                         | ピーター・ベアズリー                                 | 17         |
| 1985-86  | ディビジョン1      | 42       | 17       | 12       | 13       | 67       | 72       | 63       | 11位     | 3回戦敗退    | 3回戦敗退                               |                                    |                         | ピーター・ベアズリー                                 | 19         |
| 1986-87  | ディビジョン1      | 42       | 12       | 11       | 19       | 47       | 65       | 47       | 17位     | 5回戦敗退    | 2回戦敗退                               |                                    |                         | ポール・ゴダード                                     | 13         |
| 1987-88  | ディビジョン1      | 40       | 14       | 14       | 12       | 55       | 53       | 56       | 8位      | 5回戦敗退    | 3回戦敗退                               |                                    |                         | ミランジーニャ マイケル・オニール                    | 13         |
| 1988-89  | ディビジョン1      | 38       | 7        | 10       | 21       | 32       | 63       | 31       | 20位     | 3回戦敗退    | 2回戦敗退                               |                                    |                         | ミランジーニャ                                       | 10         |
| 1989-90  | ディビジョン2      | 46       | 22       | 14       | 10       | 80       | 55       | 80       | 3位      | 5回戦敗退    | 3回戦敗退                               |                                    |                         | ミッキー・クイン                                     | 36         |
| 1990-91  | ディビジョン2      | 46       | 14       | 17       | 15       | 49       | 56       | 59       | 11位     | 4回戦敗退    | 2回戦敗退                               |                                    |                         | ミッキー・クイン                                     | 20         |
| 1991-92  | ディビジョン2      | 46       | 13       | 13       | 20       | 66       | 84       | 52       | 20位     | 3回戦敗退    | 3回戦敗退                               |                                    |                         | ギャビン・ピーコック                                 | 21         |
| 1992-93  | ディビジョン1      | 46       | 29       | 9        | 8        | 92       | 38       | 96       | 1位      | 5回戦敗退    | 3回戦敗退                               |                                    |                         | デイビッド・ケリー                                   | 28         |
| 1993-94  | プレミアリーグ     | 42       | 23       | 8        | 11       | 82       | 41       | 77       | 3位      | 4回戦敗退    | 3回戦敗退                               |                                    |                         | アンディ・コール                                     | 41         |
| 1994-95  | プレミアリーグ     | 42       | 20       | 12       | 10       | 67       | 47       | 72       | 6位      | 準々決勝敗退 | 4回戦敗退                               | UEFAカップ                         | 2回戦敗退               | アンディ・コール                                     | 15         |
| 1995-96  | プレミアリーグ     | 38       | 24       | 6        | 8        | 66       | 37       | 78       | 2位      | 3回戦敗退    | 5回戦敗退                               |                                    |                         | レス・ファーディナンド                               | 29         |
| 1996-97  | プレミアリーグ     | 38       | 19       | 11       | 8        | 73       | 40       | 68       | 2位      | 4回戦敗退    | 4回戦敗退                               | FAコミュニティ・シールドUEFAカップ | 準優勝ベスト8           | アラン・シアラー                                     | 28         |
| 1997-98  | プレミアリーグ     | 38       | 11       | 11       | 16       | 35       | 44       | 44       | 13位     | 準優勝       | 5回戦敗退                               | UEFAチャンピオンズリーグ           | 1次グループステージ敗退 | ジョン・バーンズ アラン・シアラー                    | 7          |
| 1998-99  | プレミアリーグ     | 38       | 11       | 13       | 14       | 48       | 54       | 46       | 13位     | 準優勝       | 4回戦敗退                               | UEFAカップウィナーズカップ         | 1回戦敗退               | アラン・シアラー                                     | 21         |
| 1999-00  | プレミアリーグ     | 38       | 14       | 10       | 14       | 63       | 54       | 52       | 11位     | 準決勝敗退   | 3回戦敗退                               | UEFAカップ                         | 3回戦敗退               | アラン・シアラー                                     | 30         |
| 2000-01  | プレミアリーグ     | 38       | 14       | 9        | 15       | 44       | 50       | 51       | 11位     | 3回戦敗退    | 4回戦敗退                               |                                    |                         | カール・コルト アラン・シアラー ノルベルト・ソラーノ | 7          |
| 2001-02  | プレミアリーグ     | 38       | 21       | 8        | 9        | 67       | 30       | 71       | 4位      | 準々決勝敗退 | 5回戦敗退                               | UEFAインタートトカップ             | 準優勝                  | アラン・シアラー                                     | 27         |
| 2002-03  | プレミアリーグ     | 38       | 21       | 6        | 11       | 63       | 48       | 69       | 3位      | 3回戦敗退    | 3回戦敗退                               | UEFAチャンピオンズリーグ           | 2次グループステージ敗退 | アラン・シアラー                                     | 25         |
| 2003-04  | プレミアリーグ     | 38       | 13       | 17       | 8        | 52       | 40       | 56       | 5位      | 4回戦敗退    | 3回戦敗退                               | UEFAチャンピオンズリーグUEFAカップ | 予選3回戦敗退ベスト4    | アラン・シアラー                                     | 28         |
| 2004-05  | プレミアリーグ     | 38       | 10       | 14       | 14       | 47       | 57       | 44       | 14位     | 準決勝敗退   | 4回戦敗退                               | UEFAカップ                         | 準々決勝敗退            | アラン・シアラー                                     | 19         |
| 2005-06  | プレミアリーグ     | 38       | 17       | 7        | 14       | 47       | 42       | 58       | 7位      | 準々決勝敗退 | 4回戦敗退                               | UEFAインタートトカップ             | 準決勝敗退              | アラン・シアラー                                     | 14         |
| 2006-07  | プレミアリーグ     | 38       | 11       | 10       | 17       | 38       | 47       | 43       | 13位     | 3回戦敗退    | 5回戦敗退                               | UEFAインタートトカップUEFAカップ   | 優勝2回戦敗退           | オバフェミ・マルティンス                             | 17         |
| 2007-08  | プレミアリーグ     | 38       | 11       | 10       | 17       | 46       | 65       | 43       | 12位     | 4回戦敗退    | 3回戦敗退                               |                                    |                         | マイケル・オーウェン                                 | 13         |
| 2008-09  | プレミアリーグ     | 38       | 7        | 13       | 18       | 40       | 59       | 34       | 18位     | 3回戦敗退    | 3回戦敗退                               |                                    |                         | マイケル・オーウェン                                 | 10         |
| 2009-10  | チャンピオンシップ | 46       | 30       | 12       | 4        | 90       | 35       | 102      | 1位      | 4回戦敗退    | 3回戦敗退                               |                                    |                         | アンディ・キャロル                                   | 19         |
| 2010-11  | プレミアリーグ     | 38       | 11       | 13       | 14       | 56       | 57       | 46       | 12位     | 3回戦敗退    | 4回戦敗退                               |                                    |                         | ケヴィン・ノーラン                                   | 12         |
| 2011-12  | プレミアリーグ     | 38       | 19       | 8        | 11       | 56       | 51       | 65       | 5位      | 4回戦敗退    | 4回戦敗退                               |                                    |                         | デンバ・バ                                           | 16         |
| 2012-13  | プレミアリーグ     | 38       | 11       | 8        | 19       | 45       | 68       | 41       | 16位     | 3回戦敗退    | 4回戦敗退                               | UEFAヨーロッパリーグ               | 準々決勝敗退            | パピス・シセ                                         | 8          |
| 2013-14  | プレミアリーグ     | 38       | 15       | 4        | 19       | 43       | 59       | 49       | 10位     | 3回戦敗退    | 4回戦敗退                               |                                    |                         | ロイク・レミー                                       | 14         |
| 2014-15  | プレミアリーグ     | 38       | 10       | 9        | 19       | 40       | 63       | 39       | 15位     | 3回戦敗退    | 準々決勝敗退                            |                                    |                         | パピス・シセ                                         | 11         |
| 2015-16  | プレミアリーグ     | 38       | 9        | 10       | 19       | 44       | 65       | 37       | 18位     | 1回戦敗退    | 4回戦敗退                               |                                    |                         | ジョルジニオ・ワイナルドゥム                         | 11         |
| 2016-17  | チャンピオンシップ | 46       | 29       | 7        | 10       | 85       | 40       | 94       | 1位      | 4回戦敗退    | 準々決勝敗退                            |                                    |                         | ドワイト・ゲイル                                     | 23         |
| 2017-18  | プレミアリーグ     | 38       | 12       | 8        | 18       | 39       | 47       | 44       | 10位     | 4回戦敗退    | 2回戦敗退                               |                                    |                         | アジョセ・ペレス                                     | 8          |
| 2018-19  | プレミアリーグ     | 38       | 12       | 9        | 17       | 42       | 48       | 45       | 13位     | 4回戦敗退    | 2回戦敗退                               |                                    |                         | アジョセ・ペレス                                     | 13         |
| 2019-20  | プレミアリーグ     | 38       | 11       | 11       | 16       | 38       | 58       | 44       | 13位     | 準々決勝敗退 | 2回戦敗退                               |                                    |                         | ミゲル・アルミロン                                   | 8          |
| 2020-21  | プレミアリーグ     | 38       | 12       | 9        | 17       | 46       | 62       | 45       | 12位     | 3回戦敗退    | 準々決勝敗退                            |                                    |                         | カラム・ウィルソン                                   | 12         |
| 2021-22  | プレミアリーグ     | 38       | 13       | 10       | 15       | 44       | 62       | 49       | 11位     | 3回戦敗退    | 2回戦敗退                               |                                    |                         | カラム・ウィルソン                                   | 8          |
| 2022-23  | プレミアリーグ     | 38       | 19       | 14       | 5        | 68       | 33       | 71       | 4位      | 3回戦敗退    | 準優勝                                  |                                    |                         | カラム・ウィルソン                                   | 18         |
| 2023-24  | プレミアリーグ     | 38       | 18       | 6        | 14       | 85       | 62       | 60       | 7位      | 準々決勝敗退 | 準々決勝敗退                            | UEFAチャンピオンズリーグ           | GS敗退                  | アレクサンデル・イサク                               | 25         |
| 2024-25  | プレミアリーグ     | 38       | 20       | 6        | 12       | 68       | 47       | 66       | 5位      | 5回戦敗退    | style="background-color:yellow;"\| 優勝 |                                    |                         | アレクサンデル・イサク                               | 23         |

## 現所属メンバー
プレミアリーグ 23-24シーズン 基本フォーメーション（4-3-3）
2025年3月29日現在
注：選手の国籍表記はFIFAの定めた代表資格ルールに基づく。
| No. | Pos. |              | 選手名                    |
| --- | ---- | ------------ | ------------------------- |
| 1   | GK   | スロバキア   | マルティン・ドゥブラフカ  |
| 2   | DF   | イングランド | キーラン・トリッピアー    |
| 4   | DF   | オランダ     | スヴェン・ボトマン        |
| 5   | DF   | スイス       | ファビアン・シェア ★      |
| 6   | DF   | イングランド | ジャマール・ラセルス ()() |
| 7   | MF   | ブラジル     | ジョエリントン ★          |
| 8   | MF   | イタリア     | サンドロ・トナーリ        |
| 9   | FW   | イングランド | カラム・ウィルソン ()     |
| 10  | FW   | イングランド | アンソニー・ゴードン      |
| 11  | FW   | イングランド | ハーヴィー・バーンズ ()   |
| 13  | DF   | イングランド | マット・ターゲット ()     |
| 14  | FW   | スウェーデン | アレクサンデル・イサク () |

| No. | Pos. |              | 選手名                            |
| --- | ---- | ------------ | --------------------------------- |
| 17  | DF   | スウェーデン | エミル・クラフト                  |
| 18  | FW   | デンマーク   | ウィリアム・オスラ                |
| 19  | GK   | ギリシャ     | オディッセアス・ヴラホディモス () |
| 20  | DF   | イングランド | ルイス・ホール                    |
| 21  | DF   | イングランド | ティノ・リヴラメント ()           |
| 22  | GK   | イングランド | ニック・ポープ                    |
| 23  | MF   | イングランド | ジェイコブ・マーフィー ()         |
| 26  | GK   | イングランド | ジョン・ラディ                    |
| 28  | MF   | イングランド | ジョー・ウィロック ()             |
| 29  | GK   | イングランド | マーク・ギレスピー                |
| 33  | DF   | イングランド | ダン・バーン                      |
| 36  | MF   | イングランド | ショーン・ロングスタッフ          |
| 39  | MF   | ブラジル     | ブルーノ・ギマランイス ()         |
| 67  | MF   | イングランド | ルイス・マイリー                  |

※括弧内の国旗はその他の保有国籍を、星印はEU圏外選手を示す。
監督
- エディ・ハウ

### ローン移籍選手
in
注：選手の国籍表記はFIFAの定めた代表資格ルールに基づく。
| No. | Pos. |  | 選手名 |
| --- | ---- |  | ------ |

out
注：選手の国籍表記はFIFAの定めた代表資格ルールに基づく。
| No. | Pos. |  | 選手名 |
| --- | ---- |  | ------ |

## 歴代監督
- エディ・ハウ 2021-
- スティーヴ・ブルース 2019-2021
- ラファエル・ベニテス 2016-2019
- スティーブ・マクラーレン 2015-2016
- ジョン・カーヴァー（英語版）（代行）2015
- アラン・パーデュー 2010-2014
- クリス・ヒュートン 2009-2010
- アラン・シアラー 2009
- ジョー・キニアー 2008-2009
- クリス・ヒュートン（代行）2008
- ケビン・キーガン 2008
- ナイジェル・ピアソン 2008
- サム・アラダイス 2007-2008
- ナイジェル・ピアソン 2006-2007
- グレン・ローダー（英語版） 2006-2007
- グレアム・スーネス 2004-2006
- ジョン・カーヴァー（英語版） 2004
- サー・ボビー・ロブソン 1999-2004
- スティーブ・クラーク 1999
- ルート・フリット 1998-1999
- ケニー・ダルグリッシュ 1997-1998
- テリー・マクダーモット 1997

- ケビン・キーガン 1992-1997
- オズワルド・アルディレス 1991-1992
- ジム・スミス（英語版） 1988-1991
- コリン・サジェット（英語版） 1988
- ウィリー・マクフォール（英語版） 1985-1988
- ジャッキー・チャールトン 1984-1985
- アーサー・コックス（英語版） 1980-1984
- ビル・マガーリー（英語版） 1977-1980
- リチャード・ディニス（英語版） 1977
- ゴードン・リー（英語版） 1975-1977
- ジョー・ハーヴィー（英語版） 1962-1975
- ノーマン・スミス（英語版） 1961-1962
- チャーリー・ミッテン（英語版） 1958-1961
- スタン・シームーア（英語版） 1956-1958
- ダグ・リヴィングストン（英語版） 1954-1956
- スタン・シームーア（英語版） 1950-1954
- ジョージ・マーティン（英語版） 1947-1950
- スタン・シームーア（英語版） 1939-1947
- トム・メザー（英語版） 1935-1939
- アンディ・カニンガム 1930-1935
- フランク・ワット 1895-1930